# Nazwy Jerozolimy
W ciągu stuleci miasto Jerozolima (Jeruzalem) znane było pod wieloma nazwami w różnych językach.

## Nazwy

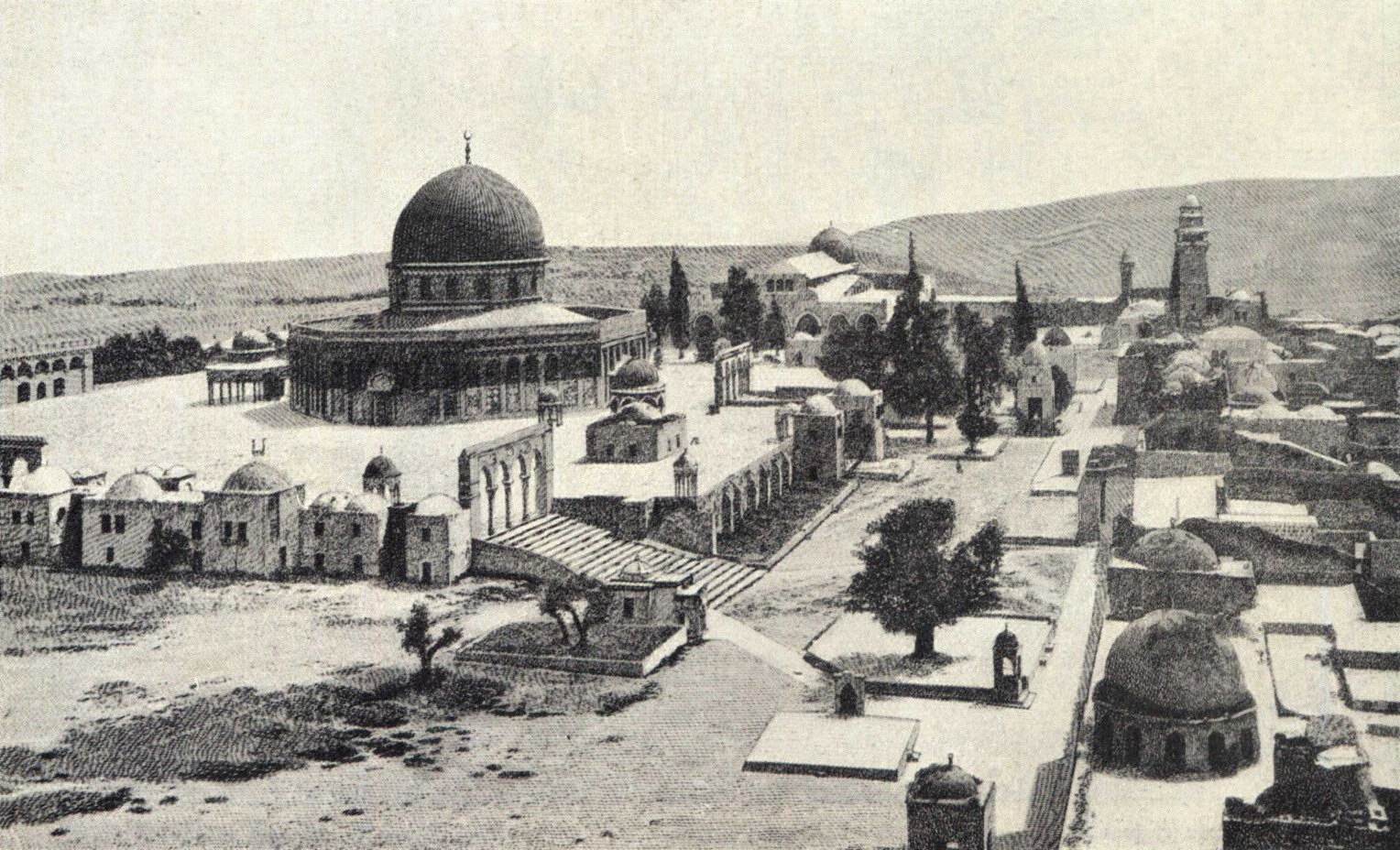
Jerozolima – widok z 1910 roku

### Salem
- Biblijny hebrajski שלם š-l-m "cały", "kompletny" (prawdopodobnie w idiomatycznym znaczeniu "w pokoju")
- Akadyjski (Uru) Salim
- Asyryjski (dialekt akadyjskiego) (Ur) Salimmu

(Akadyjskie Uru oraz asyryjskie Ur współgrają z hebrajskim rdzeniem Ir ("miasto należące do..."), którego nie należy mylić z Jeru- w nazwie Jeruzalem pochodzącego od jerusza - "dziedzictwo".)
- Biblijny grecki Σαλημ Salēm, Σολυμα Solyma
- Klasyczna łacina Solyma
- Biblijna łacina Salem
- Arabski ساليم Sālīm
- Hebrajski tyberiadzki שָׁלֵם Šālēm
- Hebrajski standardowy שָׁלֵם Šalem
- Biblijny polski Salem, Szalem

W biblijnej Księdze Rodzaju, Salem występuje jako nazwa miasta w czasach Abrahama. Panował tam Melchizedek, którego imię oznacza "król prawości".
Salem to również skrótowa nazwa Jerozolimy.

### Moria
- Biblijny hebrajski מוריה m-o-r-y-h "wybrane przez Jahwe"
- Biblijny grecki Μωριας Mōrias
- Biblijna łacina Moria
- Arabski مريّا Muriyyā lub Murayyā (?)
- Hebrajski tyberiadzki מוֹרִיָּה Môriyyāh
- Hebrajski standardowy מוֹרִיָּה Moriyya
- Biblijny polski Moria

W biblijnej księdze Rodzaju, Moria to nazwa Wzgórza Świątynnego, zanim zostało zamieszkane. W tym miejscu Abraham miał ofiarować swego syna.

### Jebus
- Biblijny hebrajski יבוס y-b-w-s
- Biblijny grecki Ιεβους Iebous
- Biblijna łacina Iebus
- Arabski يبوس Yabūs
- Hebrajski tyberiadzki יְבוּס Yəvûs
- Hebrajski standardowy יְבוּס Yəvus
- Biblijny polski Jebus, Jebuz

W Starym Testamencie jest to nazwa kananejskiej fortecy w czasach króla Dawida, które zamieszkiwali Jebuzejczycy. Dawid zdobył to miasto i uczynił je swoją stolicą, którą nazywano Miastem Dawida.

### Jerozolima
- Biblijny hebrajski ירושלם y-r-w-š-l-m prawdopodobnie "Dziedzictwo [podwójnego] pokoju"
- Aramejski יְרוּשְׁלֶם Yərûšəlem
- Biblijny grecki Ιερουσαλημ Hierousalēm, Ierousalēm, Ιεροσολυμα Hierosolyma, Ierosolyma
- Syriacki ܐܘܪܫܠܡ Ūrišlem
- Biblijna łacina Hierusalem
- Arabski اورشليم trl. Ūršalīm, trb. Urszalim
- Hebrajski tyberiadzki יְרוּשָׁלַםִ / יְרוּשָׁלָםִ Yərûšāláim / Yərûšālāim
- Hebrajski standardowy יְרוּשָׁלַיִם trl. Yerušalayim, trb. Jeruszalajim
- Staronordyjski Jorsalir
- Biblijny polski Jerozolima, Jeruzalem

Jerozolima to nazwa miasta najczęściej występująca w Biblii i dlatego preferowana przez Żydów i chrześcijan na świecie. Arabski odpowiednik, Ūrshalīm, jest używany przez rząd Państwa Izrael w języku arabskim, oraz przez Arabów w kontekście historycznym lub biblijnym.
Greckie formy Hierousalēm i Hierosolyma oraz łacińska wersja Hierusalem przywodziły w starożytności do interpretacji nazwy w połączeniu z greckim słowem hieros czyli "święty".

### Syjon
- Biblijny hebrajski ציון Z-y-w-n "wysokość"
- Biblijny grecki Σιων Siōn
- Biblijna łacina Sion
- Syryjski ܨܗܝܘܢ Zehyôn
- Arabski صهيون Ṣahyūn
- Hebrajski tyberiadzki צִיּוֹן Ziyyôn
- Hebrajski standardowy צִיּוֹן Ziyyon
- Biblijny polski Syjon, Sjon, Sion

Syjon to tradycyjna nazwa Miasta Dawida i Wzgórza Świątynnego.

### Ariel
- Biblijny hebrajski אריאל `-r-y-`-l "Lew Boży"
- Biblijny grecki Αριηλ Ariēl
- Arabski اريئيل Arī'īl
- Hebrajski tyberiadzki אֲרִיאֵל `Ărî`ēl
- Hebrajski standardowy אֲרִיאֵל Ari`el
- Biblijny polski Ariel

Ariel to poetycka nazwa miasta.

### Aelia Capitolina
- Łacina Aelia Capitolina "Wzgórze Kapitolińskie (domu) Aeliusa"
- Arabski إيلياء, Īlyā
- Hebrajski tyberiadzki אֵילִיָּה קַפִּיטוֹלִינָה `Êliyyāh Qappîtôlînāh
- Hebrajski standardowy אֵילִיָּה קַפִּיטוֹלִינָה  Eliyya Qappitolina
- Polski Aelia Capitolina

Aelia Capitolina to nadana przez Rzymian nazwa dana Jerozolimie po stłumieniu powstania Bar Kochby (132 - 135 n.e.). Nazwa nawiązuje do rodu Eliuszów, do którego należał Hadrian i do świątyni Jowisza Kapitolińskiego, zbudowanej na Wzgórzu Świątynnym.

### Al-Quds
- Arabski القدس trl. Al-Quds, trb. Al-Kuds "Święte Miejsce", القدس الشريف Al-Quds aš-Šarīf "Szlachetne Święte Miejsce"
- Turecki Kudüs
- Hebrajski tyberiadzki הַקֹּדֶשׁ haqQōdeš "Święte"
- Hebrajski standardowy הַקֹּדֶשׁ haQódeš

Al-Quds jest najczęściej spotykaną nazwą arabską Jerozolimy, przyjętą także przez inne narody wyznające islam. Nazwa ta pochodzi prawdopodobnie od hebrajskiego określenia Ir Ha-Qodesh ("Miasto Świętości"), które dostało się do arabskiego prawdopodobnie za pośrednictwem aramejskiego.

### Bayt ul-Maqdis
- Arabski بيت المقدس Bayt al-Maqdis, Bayt al-Muqaddas "Dom Świętości"

Bayt al-Maqdis lub Bayt al-Muqaddas to rzadszy wariant arabskiej nazwy Jerozolimy, częściej spotykany w źródłach historycznych i to raczej chrześcijańskich. Pochodzi od hebrajskiego Beit Ha-Miqdash ("Świątynia", dosłownie "Dom Świętości").

### Al-Balat
- Arabski البلاط Al-Balāṭ, rzadkie poetyckie określenie Jerozolimy, z łaciny palatium "pałac".